# Hodegetria

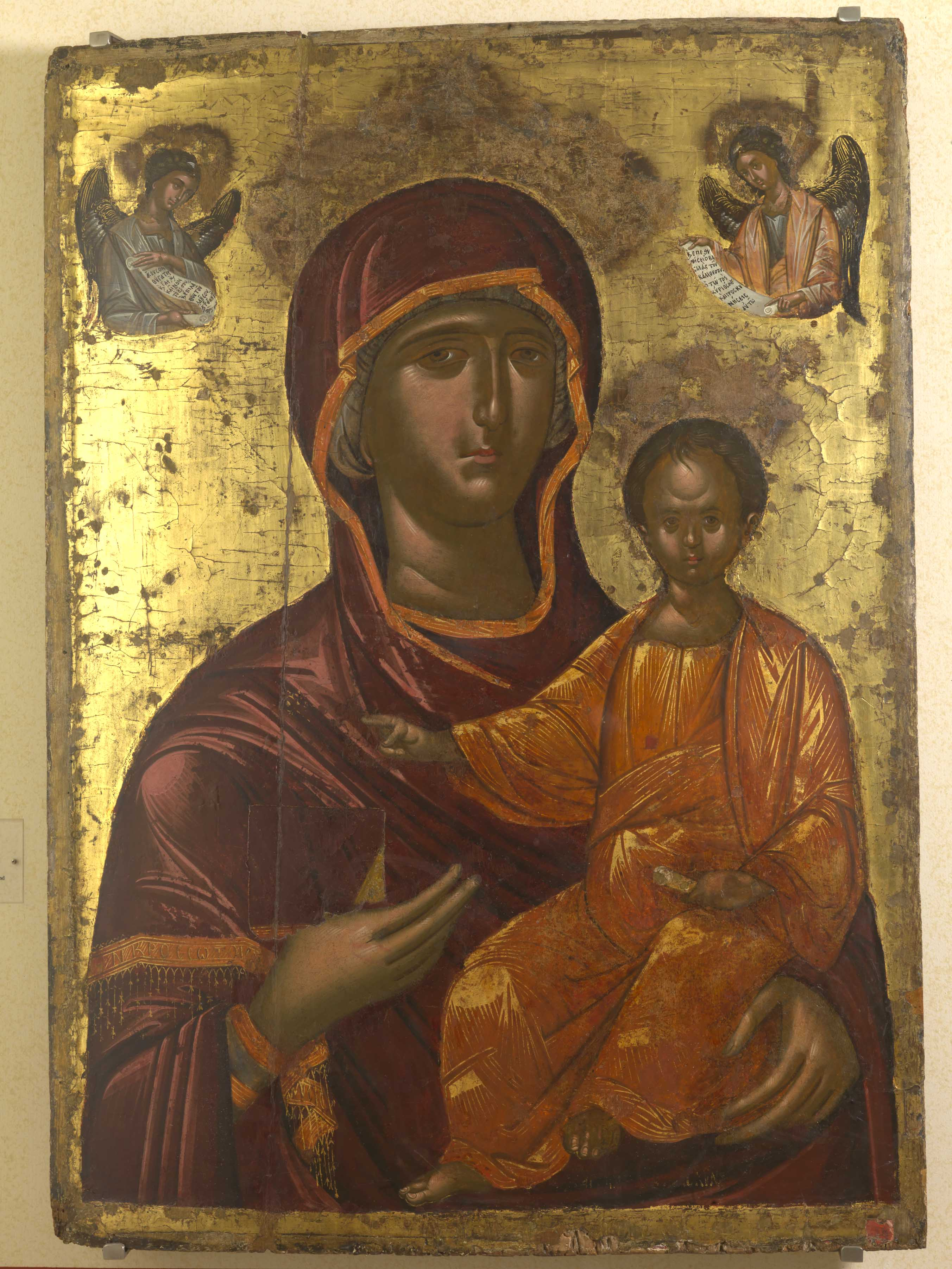
Panagia Hodegetria, 16. század vége (1574-1582), 79x111cm. Mihail Damaszkinósz "Zsoltárok 9, 11-12" A képen az Istenszülő látható, amint maga előtt a bal kezében tartja Krisztust, jobbjával pedig a mellkasa előtt rámutat. A szintén szembeforduló Krisztus jobbjával áld, baljával pedig egy tekercset tart. Fent, a két sarokban Mihály és Gábriel arkangyal félhosszúan a zsoltárok nyitott tekercsét tartja (zsolt. Md, 11-12), ez a rész a megtestesülésre utal.

Hodegetria, Hodigitria, Szűz Hodegetria, „Útmutató Istenanya” (ógörögül: Οδηγήτρια) az ikonfestészetben az Istenszülő ábrázolások  ikonográfiai típusának egyike, kétségkívül a legnépszerűbb és a legjelentősebb. A képen az Istenszülő a bal vagy a jobb karján tartja Jézust, aki jobb kezével áldást oszt. A hagyomány szerint ez egyike a Szent Lukács által készített három képnek, a másik az Eleusza („Meghatódott Istenanya”), a harmadik pedig az anyát a kis Jézus nélkül ábrázolja.
Az egyik leghíresebb bizánci ikon, a Hodegetria Szűzanya képét széles körben másolták Bizáncban minden médiumban, fafaragás, bronzöntés tárgya lett. A Szent Lukácsnak tulajdonított eredeti fatáblás ikon a konstantinápolyi Hodegon-kolostorban volt elhelyezve, amelyet egy szent forrása tett híressé, amelynek vize meggyógyította a vakokat, akiket a kolostor szerzetesei vezettek a forráshoz. A Hodegetria-kép nemcsak Keleten volt rendkívül népszerű, hanem a középkor és a reneszánsz idején Nyugat-Európában is óriási hatással volt a Szűzanya és a Krisztusgyermek ábrázolására.
Az Istenszülőt különösen nagy tisztelt övezte Bizáncban, illetve Oroszországban. A korai Hodigitria típusok álló Istenszülő-ábrázolások voltak, később változott ez ülő félalakos, illetve ülő egészalakos portrévá. Viszonylag elég későn, a 11. század folyamán bukkantak fel olyan ikonok, ahol az Istenszülő a kisded Jézust a karjában tartja. A bal karján a csecsemőt tartó trónoló Szűz katakombafreskók némelyikén is feltűnik, ott általában nagyobb kompozíciók részét képezte. Keleten történt a motívum leválasztása és kanonizálása szigorú ikonográfiai dogmává.

## Ikonográfiai fejlődés
Palesztinában vagy Egyiptomban már  I. Jusztiniánus császár uralkodása előtti időszakban megjelent, és a hatodik század elejétől kezdve vált általánosan népszerűvé az egész Keleten.
Kutatók szerint ez az ábrázolástípus a kopt művészetben már megjelent,  és az a hipotézis is felvetődött, hogy ez a típus eredetileg egyiptomi eredetű.  Az ikonográfiai fejlődés valószínűsíthető kiindulópontja Egyiptom, ahol a Szűzanya-tisztelet különösen széles körben elterjedt, mivel a terepet már előkészítette a rendkívül népszerű Ízisz-kultusz. A kairói múzeumban található egy ötödik vagy hatodik századi kopt sztélé, amelyen egy ülő nő látható, aki bal térdén egy részben fekvő csecsemőt tart. Az ülő Hodegetria, amely szíriai-egyiptomi típusnak nyilvánítható, a konstantinápolyi metropolita művészetben sohasem volt általánosan elfogadott, a keleti keresztény művészet ikonográfiájában viszont széles körben elterjedt. Nagyon gyakran találkozunk vele a Kaukázusban, ahol a szír művészet erős befolyást gyakorolt. Az ülő Hodegetria legtöbb példánya a Kaukázusból származik, hiszen Örményország és Grúzia mindig is szoros kapcsolatot tartott fenn Szíriával, ahonnan ikonográfiai típusaik nagy részét kölcsönözték, és évszázadokon át gyakorlatilag változatlan formában őrizték meg. Az ülő Hodegetria  bizánci elefántcsontfaragványokon is megtalálható; egy 11. századi példány a Kaiser Friedrich Múzeumban és egy 12. századi példány a chambéry-i székesegyház kincstárában. Az elsőn a csecsemő, akárcsak a szmirnai miniatűrön, a Szűz jobb karján ül, ami arra utal, hogy ez az új változat a 11. századra már meglehetősen elterjedt volt.
A 13. és 14. században az ülő Hodegetria kevésbé gyakran jelenik meg a bizánci művészetben, mint az előző korszakban. Megtaláljuk egy Nikomédiából származó evangélium 13. századi miniatűrjén, amely ma a kijevi Lavra múzeumban található, egy 14. századi szerb zsoltár miniatűrjei között a müncheni Staatsbibliothekban; 1303-ból származó freskókon a  Szent Demetrius bazilika Szent Eufémia kápolnájában; a szaloniki Apostolok templomának külső narthexében (1311-1315); és a moszkvai Történelmi Múzeumban lévő, a 14. századnál korábban készült akathisztikus Szűz Mária-himnusz miniatűrjében.
Bár a konstantinápolyi művészetre semmiképpen sem jellemző az ülő Hodegetria ábrázolása,  első példái közül kettő a város pátriárkájának, Miklósnak a pecsétjein maradt ránk. Az egyik az athéni múzeumban található a másik  Lihacsov gyűjteményében, Leningrádban. 
Csak a román és gótikus művészetben vált a művészek kedvencévé az ülő Hodegetria, olyan ábrázolásokon, mint a Bölcsek imádása és a Fiával trónoló mennyek királynője. Míg a 11. században viszonylag ritka stílus (pl. egy angol faragvány rozmáragyarból a Victoria and Albert Múzeumban, Imád püspök fából készült Madonnája, 1051-1076, a paderborni Diözesausmuseumban, egy kőrelief a York Minsterben), a 12. században válik széles körben elterjedtté. Székesegyházi timpanonokban, szobrokon, és miniatúrákon találjuk. A típus történetének klasszikus korszaka a 13. század. A század első harmadában Észak-Franciaországban egységes program alakult ki a Szűzanyának szentelt templomok díszítésére, amelyben a timpanonokat az Utolsó ítélet, A Szűzanya megkoronázása és a Királyok Adása ábrázolásai foglalták el. Csak ezt követően vált az ülő Hodegetria a nyugati ikonográfiában népszerű figurává. Ettől kezdve szinte minden Madonna megfelel e típus hagyományainak; a Gyermek, mint a legősibb példában, anyja  térdén vagy karján ül. A 15. századra a karonülő Jézus már  nem a világmindenség szigorú bírája, már  mentes a szomorúság minden fajtájától, arca örömteli, aki az anyjával játszik. Eltűnt az áldás sztereotipiája, szabadon gesztikulál.

## Galéria

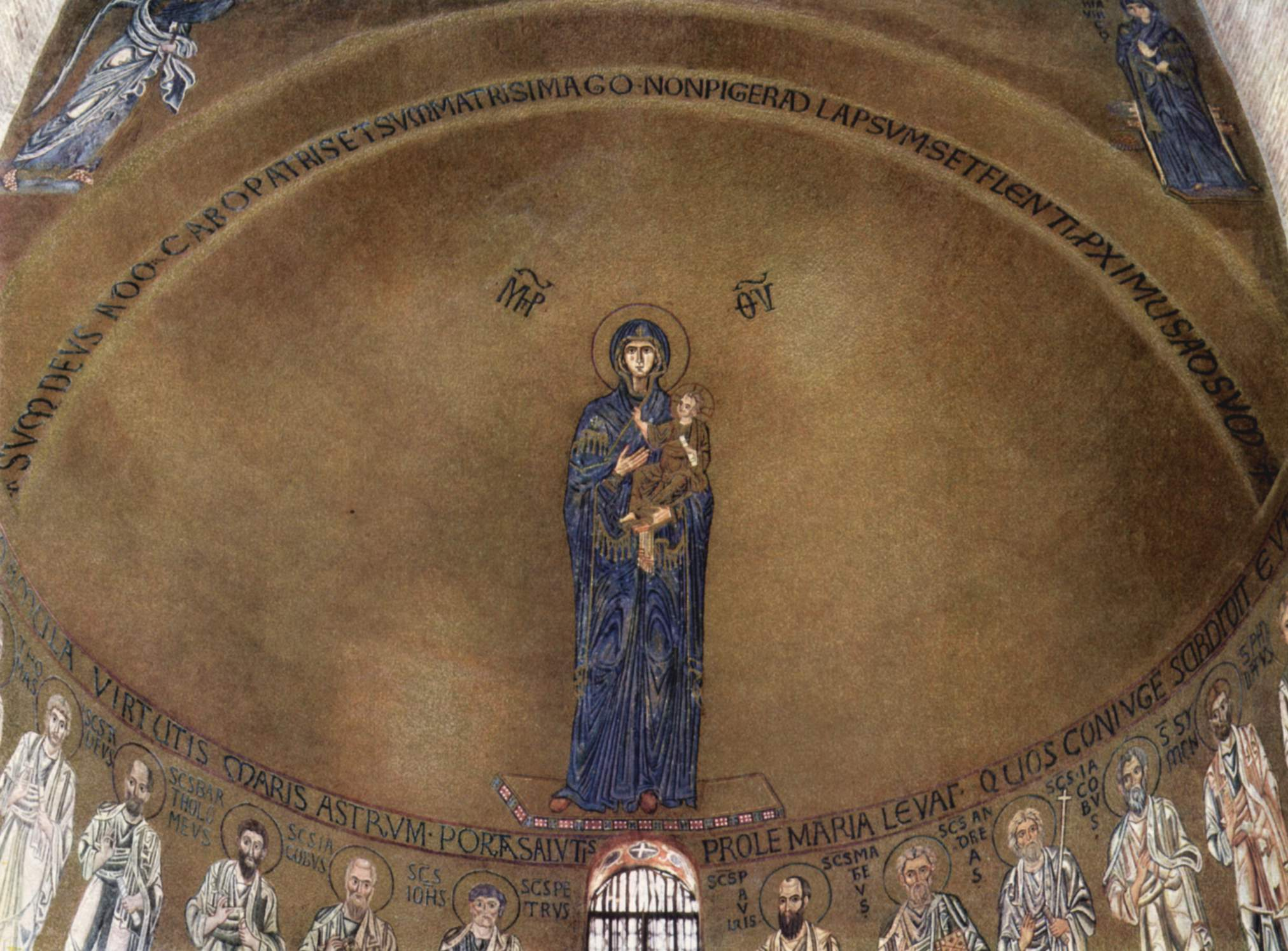
Teljes alakos mozaik Torcello, 12. század
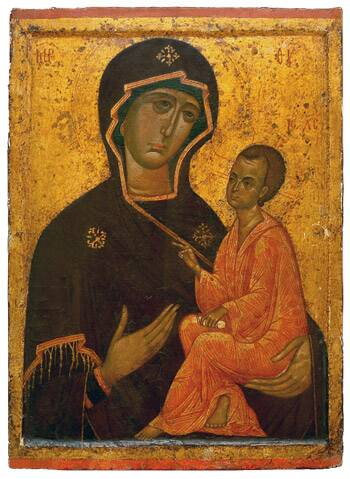
Thikhivini Theotokosz (1300. körül)
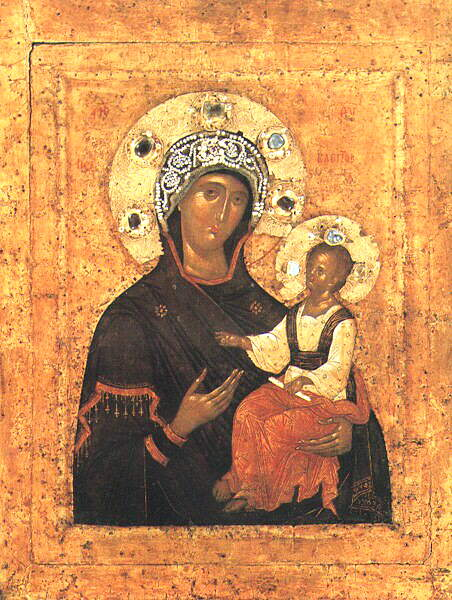
Perivleptoszi Theotokosz (1350. körül)
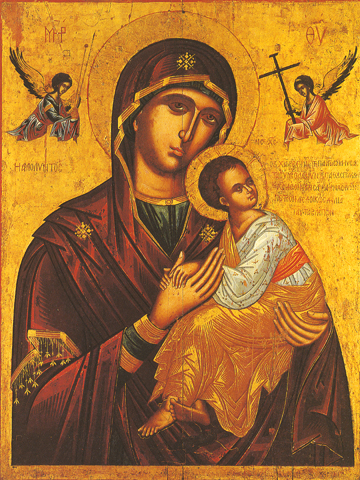
17. század
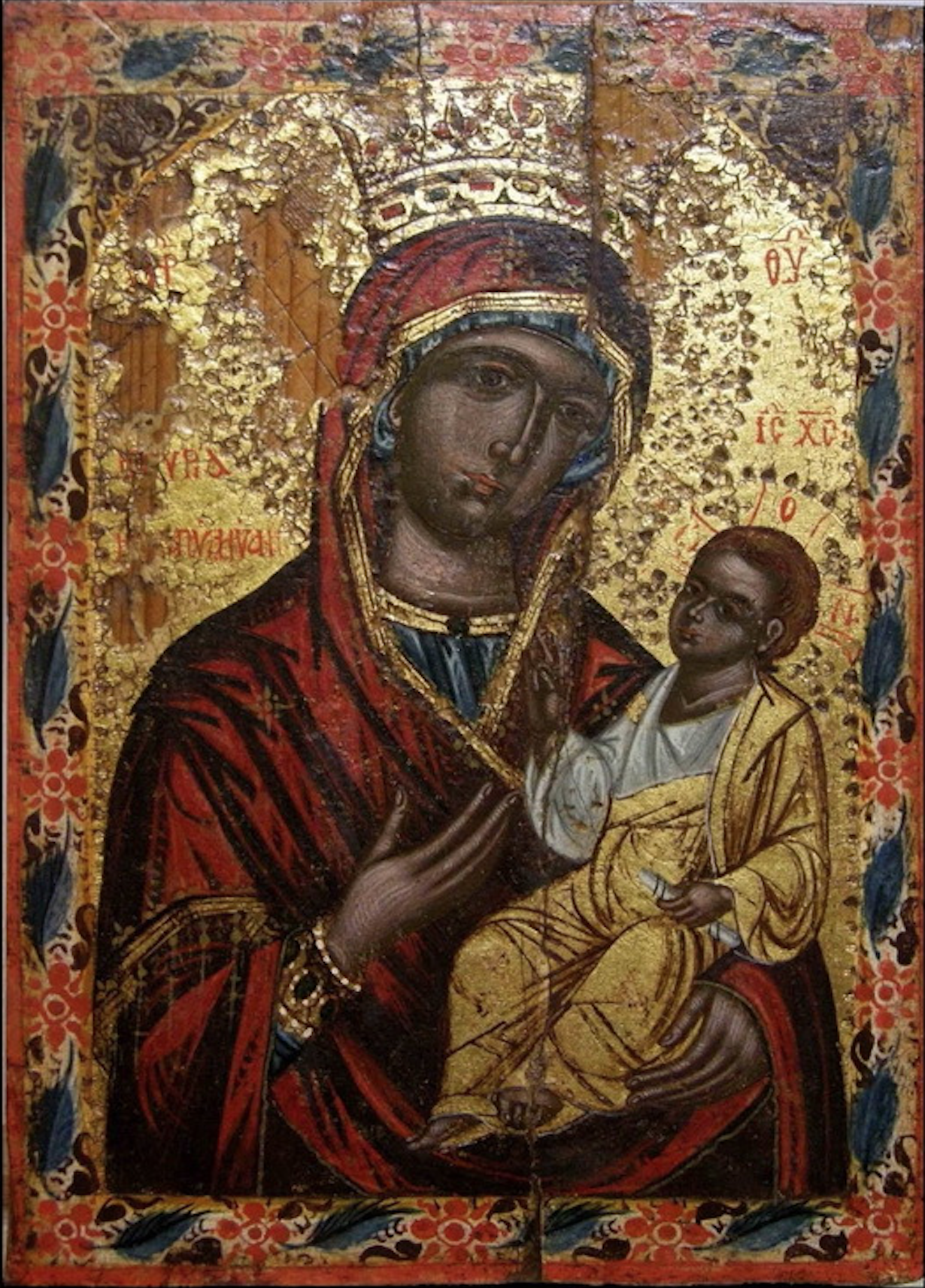
Krisztodoulosz Kalergisz (18. század)